# Zdzisława Bem
Zdzisława Bem (ur. 27 listopada 1932, zm. 5 stycznia 2018) – polska radiolożka, prof. dr hab. nauk medycznych.

## Życiorys
Po ukończeniu studiów prawo wykonywania zawodu lekarza otrzymała w 1957, ukończyła także specjalizacje I stopnia z rentgenodiagnostyki (1962 r.) i II stopnia z radiologii (1966 r.). Doktorat uzyskała w 26 czerwca 1969, habilitowała się 10 grudnia 1976, tytuł profesora nadzwyczajnego otrzymała w 10 lipca 1986, a profesora zwyczajnego w 1997 r. Zawodowo pracowała w Katedrze i Zakładzie Radiologii Akademii Medycznej we Wrocławiu.
W swojej działalności naukowej skupiała się na zastosowaniu informatyki w radiologii i była inicjatorem komputerowego systemu opisu badań KT. Od 1984 r. objęła stanowisko kierownika Dolnośląskiego Zakładu Tomografii Komputerowej, w którym zainstalowano pierwszy tomograf w regionie i potem stworzyła szkołę, w której kształcono radiologów. 
Odznaczona Krzyżem Oficerskim Orderu Odrodzenia Polski i Medalem Komisji Edukacji Narodowej oraz Odznaką Honorową Zasłużony dla Województwa Dolnośląskiego.
Zmarła nagle 5 stycznia 2018 i została pochowana na cmentarzu św. Rodziny przy ul. Smętnej we Wrocławiu.

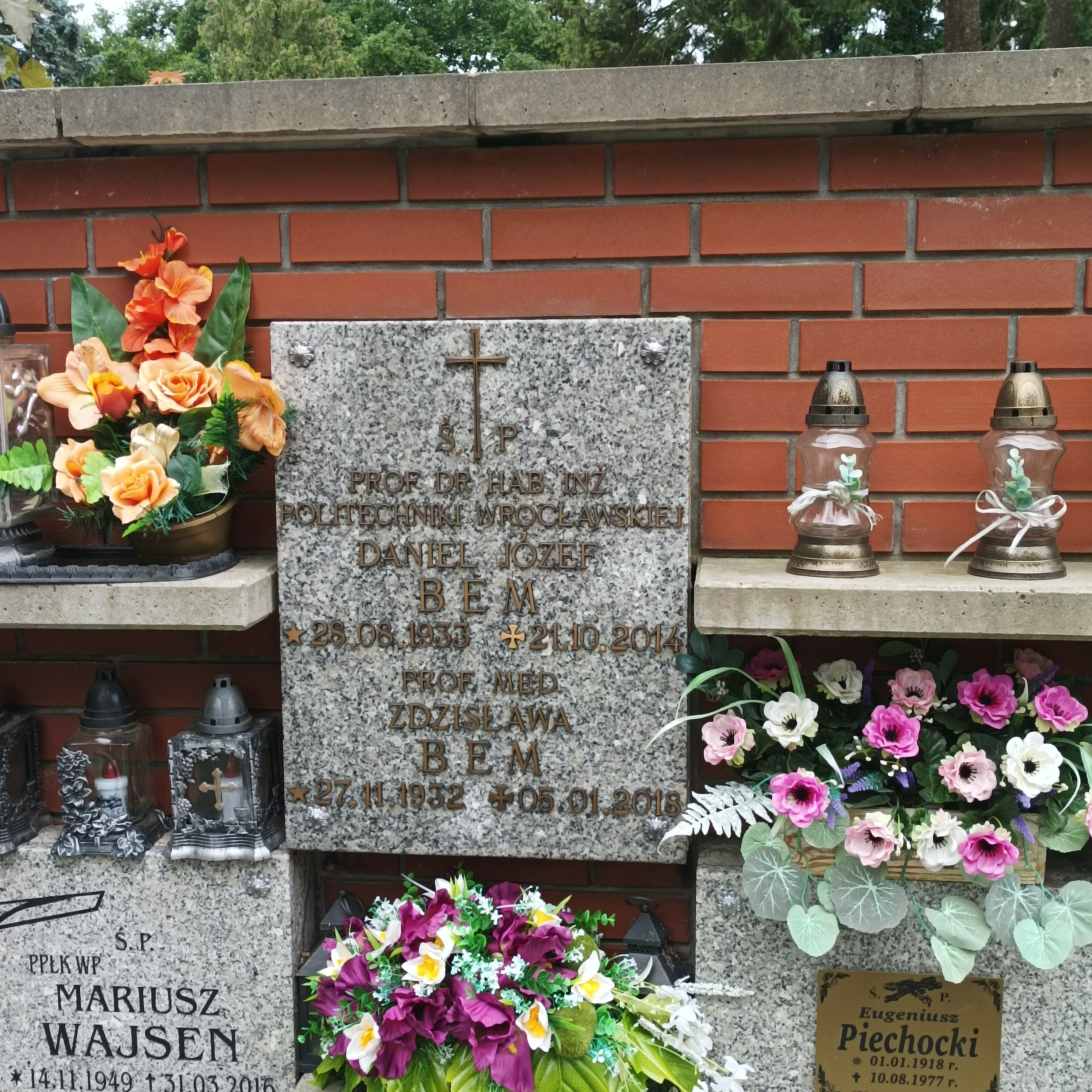
Grób profesorów Daniela i Zdzisławy Bemów w kolumbarium Cmentarza Świętej Rodziny we Wrocławiu